# Artesia (Kalifornie)
Artesia je město v okrese Los Angeles ve státě Kalifornie ve Spojených státech amerických.
K roku 2010 zde žilo 16 522 obyvatel. S celkovou rozlohou 4,197 km² byla hustota zalidnění 3900 obyvatel na km².